# Cavok Air
Cavok Air, também conhecida como Cavok Airlines, é uma companhia aérea cargueira ucraniana com sede em Kiev.

## História
A companhia aérea foi fundada em 2011 e iniciou suas operações em 26 de abril de 2012, após o recebimento de um certificado de operador aéreo da Administração Estatal de Aviação da Ucrânia.

## Frota

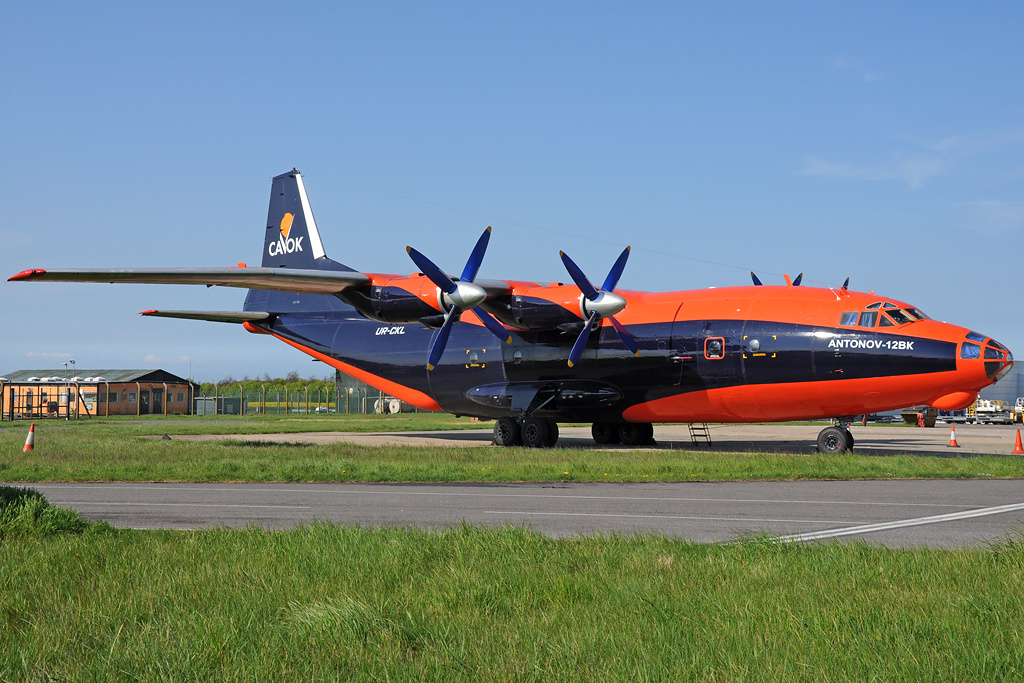
Um Antonov An-12B da Cavok Air

A frota da Cavok Air consiste nas seguintes aeronaves:
| Aeronaves     | Em Serviço | Ordens | Notas |
| ------------- | ---------- | ------ | ----- |
| Antonov An-12 | 7          | –      |       |
| Total         | 7          | 0      |       |

## Acidentes

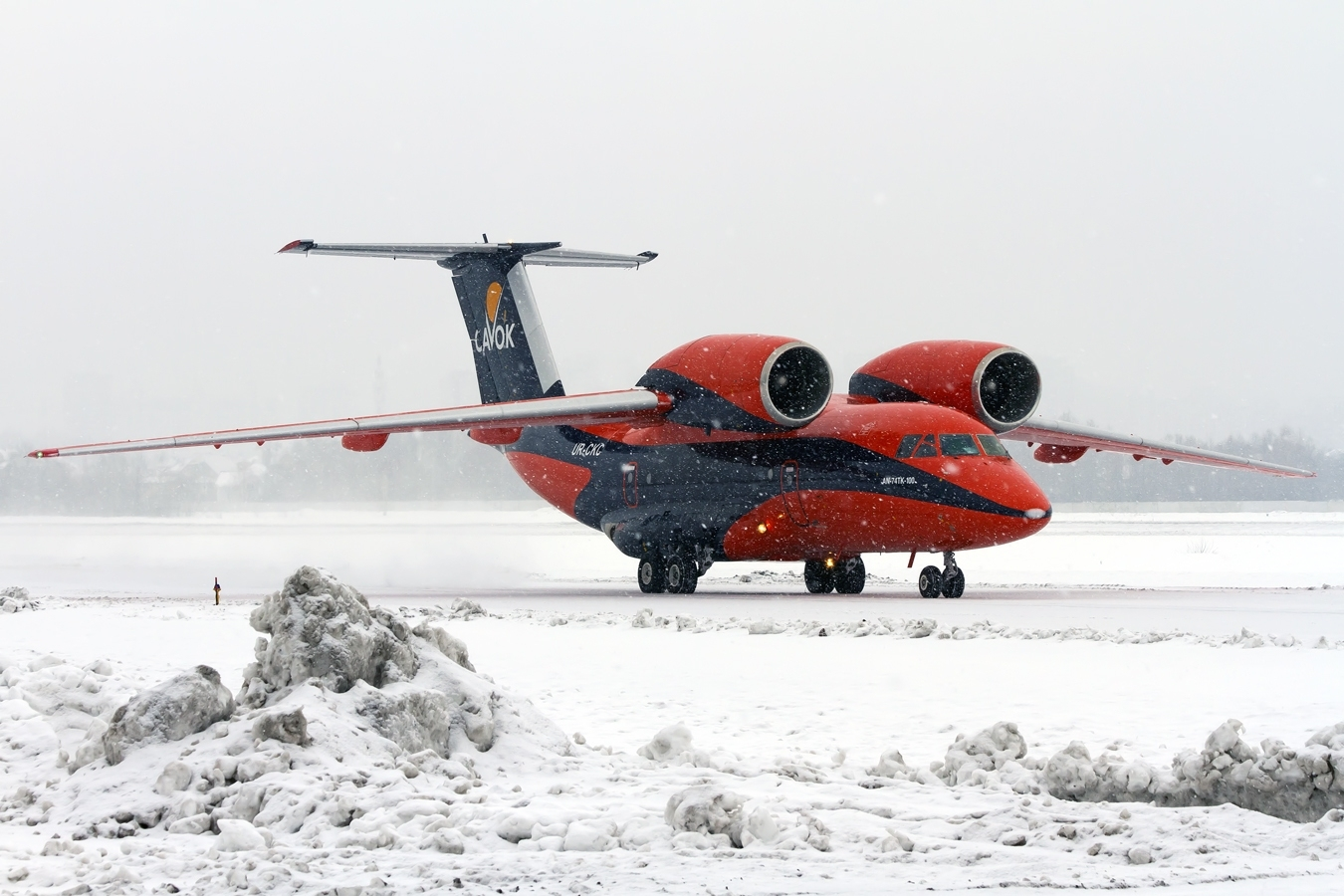
UR-CKC, a aeronave envolvida no acidente, em fevereiro de 2013.

- 29 de julho de 2017: um Antonov An-74 prefixo UR-CKC, operando o voo Cavok 7087, caiu na decolagem do Aeroporto Internacional de São Tomé e foi danificado além do reparo. Um birdstrike foi relatado e a aeronave invadiu o final da pista enquanto tentava abortar a decolagem.[5]